# Fossillagerstätte Rott

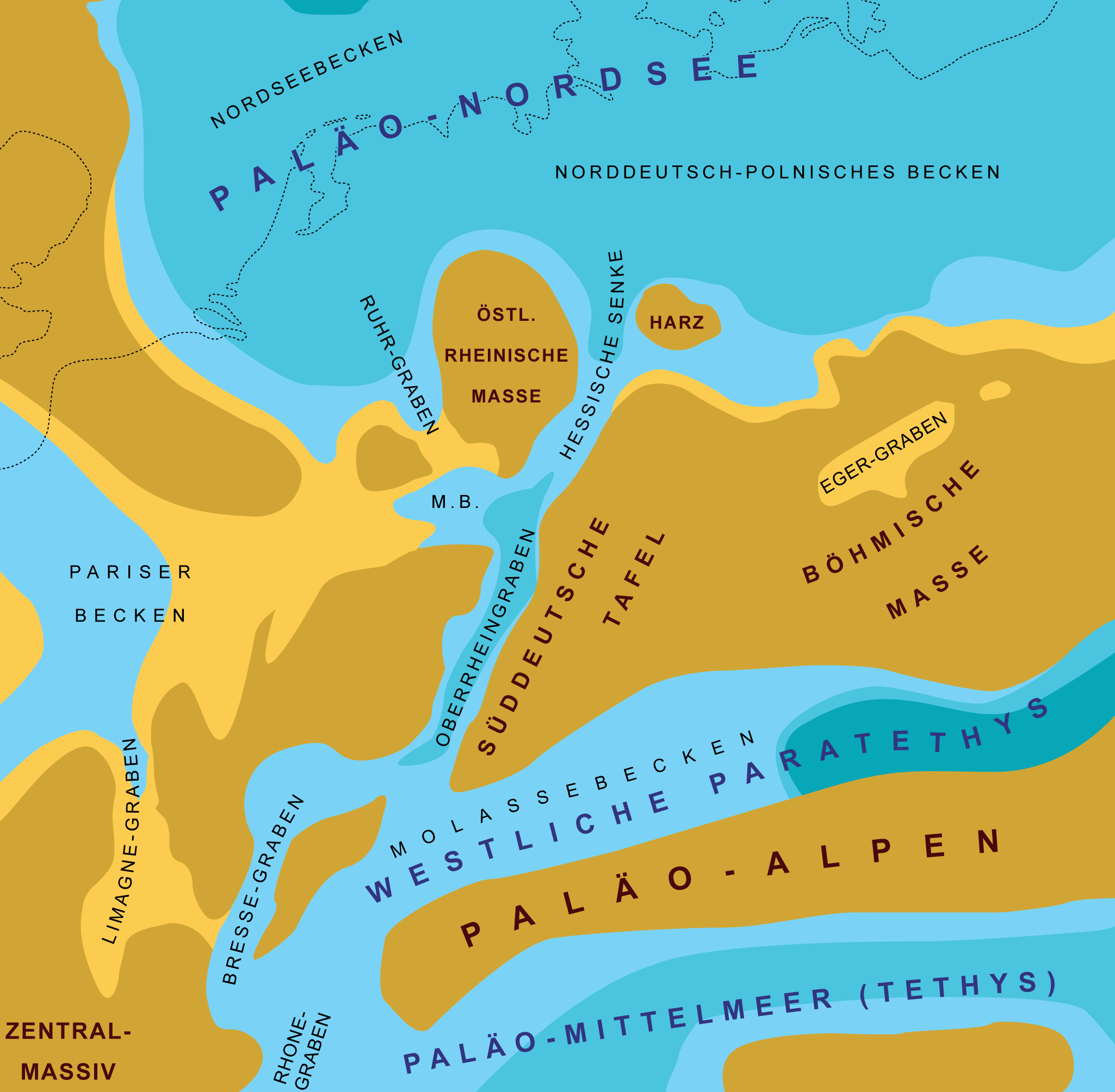
Paläogeographie Mitteleuropas im Früh-Oligozän, M.B. = Mainzer Bucht

Die Fossillagerstätte Rott ist eine wegen des Reichtums und der außergewöhnlich guten Erhaltung von fossilen Pflanzen und Tieren in der Paläontologie weltbekannte limnische Lagerstätte von Fossilien aus dem Oligozän beim Ortsteil Rott der Stadt Hennef (Sieg).
Vor etwa 23 bis 24 Millionen Jahren, im Spät-Oligozän (Chattium / Arvernium, MP 29-30), befand sich in einem feuchten und warm-gemäßigten bis subtropischen Klima an der heutigen Stelle Rotts ein nur wenige 10er Meter tiefer meromiktischer Süßwassersee (Rotter See) mit einem Durchmesser von über 3 km mit Zuflüssen und Abfluss, an dem Palmengewächse wuchsen und Krokodile und Schildkröten lebten und in dessen Schlammschichten sich viele Überreste von Pflanzen und auch Tieren in der Blätterkohle und in einem Kieselschiefer fossil erhalten haben. Die Mächtigkeit dieser abgelagerten Seesedimente der Rott-Formation beträgt zwischen 3 und 10 m. Da die Sedimentations- und Fossilationsbedingungen in Rott die gleichzeitige Erhaltung der Flora wie auch der Fauna ermöglicht haben, ist hier die im geologischen Sinn relativ genaue gleichzeitige chronostratigraphische Zuordnung der aufgefundenen Pflanzen- und Tierarten und in der Folge ein weitergehender Vergleich auch mit entfernten Vorkommen möglich. Gemäß der von Thomas Mörs veröffentlichten Erforschungsgeschichte der Fossillagerstätte Rott wurden dabei bis zum Jahr 1997 unter anderem 250 Pflanzenarten, 630 Insektenarten und 20 Amphibien- und Reptilienarten in etwa 470 Publikationen, die sich mit der Fossillagerstätte oder den einzelnen Fossilien selbst beschäftigen, beschrieben.
Über dem im Juli 1942 als flächiges Naturdenkmal ausgewiesenen ehemaligen Grubengebiet wurde gegen den Widerstand zahlreicher Wissenschaftler in mehreren Ausbaustufen bis 1986 ein Golfplatz angelegt. Auch weitere Versuche der Wissenschaftler, zumindest für das Areal zwischen den Abschlägen 6, 7 und 9 des Golfplatzes den Schutzstatus zu erhalten, scheiterten und der Golfplatz wurde mit seinen 18 Loch plus den vier Übungsbahnen realisiert. Nach Abschluss der Baumaßnahmen und der Anlage einer gepflegten Grasfläche wurde 1986 das Blätterkohlevorkommen zwischen Rott und Söven wieder als Bodendenkmal ausgewiesen.
| ❮ | System          | Serie    | Stufe      | ≈ Alter (mya) |
| ❮ | später          | später   | später     | jünger        |
| - | --------------- | -------- | ---------- | ------------- |
| ❮ | P a l ä o g e n | Oligozän | Chattium   | 23,03 ⬍ 28,1  |
| ❮ | P a l ä o g e n | Oligozän | Rupelium   | 28,1 ⬍ 33,9   |
| ❮ | P a l ä o g e n | Eozän    | Priabonium | 33,9 ⬍ 38     |
| ❮ | P a l ä o g e n | Eozän    | Bartonium  | 38 ⬍ 41,3     |
| ❮ | P a l ä o g e n | Eozän    | Lutetium   | 41,3 ⬍ 47,8   |
| ❮ | P a l ä o g e n | Eozän    | Ypresium   | 47,8 ⬍ 56     |
| ❮ | P a l ä o g e n | Paläozän | Thanetium  | 56 ⬍ 59,2     |
| ❮ | P a l ä o g e n | Paläozän | Seelandium | 59,2 ⬍ 61,6   |
| ❮ | P a l ä o g e n | Paläozän | Danium     | 61,6 ⬍ 66     |
| ❮ | früher          | früher   | früher     | älter         |

## Bergbau
Am 24. Februar 1751 wurde in Rott ein Braunkohlenwerk gemutet. Die hier gefundene feinschichtige Blätterkohle befindet sich in einer Teufe von 20–30 m. In den nicht weit entfernten Vorkommen der Grube Stösschen am Minderberg bei Linz am Rhein (Betriebszeit etwa 1785 bis 1869) und der Grube Vereinigung am Orsberg bei Erpel (Betriebszeit etwa 1810 bis 1866) wurde ebenfalls Blätterkohle abgebaut. Diese wurde verheizt, als Dünger verwendet oder zu Teer verarbeitet. Blätterkohle liefert durch Erhitzen 15–20 % Teer. In Rott wurde auch Eisenvitriol gewonnen, Alauntone und unterhalb der Blätterkohle Pyritanreicherungen.
1849 wurde das Vorkommen in Rott von der Societé des schistes bitumineux du rhin untersucht, um Mineralöl zu gewinnen. Die Nachfolgefirma August Wiesmann & Co. erbaute in Combahn (heute Bonn-Beuel) die Augustenhütte. 1851 begann die industrielle Produktion, wenig später wurde die Blätterkohle aus Rott und der Grube Am Stößchen vom Minderberg dorthin geliefert, um verschwelt zu werden. 1854 übernahm eine in Bonn gegründete Aktiengesellschaft den größten Teil der Rotter Gruben. 1864 wurde direkt in Rott eine Verschwelungsanlage erbaut. Der Rohteer wurde über eine Pferdebahn zur Augustenhütte geliefert.
Dort wurden ein leichtes Leuchtölgemisch (Photogen), Solaröl (deutsches Petroleum), Schweröle und Asphalt als Eisenanstrich hergestellt. Das Paraffin Photogen wurde erstmals in Deutschland kommerziell hergestellt und war über einen Zeitraum von zehn Jahren richtungsweisend für die Beleuchtungstechnik. Aufgrund billigerer ausländischer Importe wurde die Produktion auf Schwefelsäureprodukte umgestellt, aber trotzdem musste der Betrieb 1887 geschlossen werden.
1890 bis 1894 fand ein weiterer Abbauversuch statt, wobei die Braunkohle mit einer Feldeisenbahn nach Siegburg gebracht wurde. 1911 und 1915 bis 1919 scheiterten weitere Versuche, die Gruben kommerziell auszubeuten.

## Forschung
Im 1766 angefertigten und 1779 für 1775 gedruckten Bericht des Bergrats Christoph Ludwig Dörring, der über kurze bergmännische Hinweise kaum hinausgeht und dunkle Braunkohlevarietäten noch als Steinkohle bezeichnet, wurden noch keine Fossilien aus dem Blätterkohlenniveau aufgeführt.
Der Jesuit und Naturforscher Franz Martin Beuth erwähnte in seinen umfangreichen Verzeichnissen über bergisch-jülische Fossilien und Mineralien von 1776 und 1779 ebenfalls noch keine Funde aus diesem Bereich.
Der niederländische Naturforscher Camper erwähnte 1786 das Vorkommen von Blätterkohle (leichter bituminöser Ton) der Grube Stößchen bei Linz in den Fußnoten vom 3. Knochenbrief des Darmstädter Naturforschers Johann Heinrich Merck.
Der Arzt und Mineraloge Karl Wilhelm Nose schilderte 1789/90 ausführlich die Blätterkohle von Stößchen und erwähnt Blattabdrücke des wilden Salbei und der gemeinen Weide.
Der bei Johann Bartholomäus Trommsdorff in Erfurt ausgebildete und seit 1800 in Linz am Rhein wirkende Apotheker Joseph Funke gewann beim Destillieren von Blätterkohle ein nach Asphalt riechendes Öl und ein brennendes Gas und veröffentlichte daraufhin 1801 eine Analyse der Braunkohle vom Stößchen bei Linz am Rhein.
1803 berichtete Johann Ludwig Jordan, ein als Münzwardein und später als Bergschullehrer in Clausthal tätiger Mediziner, in dem Verhärteten Blätterthon vom Stößchen fänden sich Blätter, Grashalme und selten zerdrückte Insektenreste.
Der Mediziner und Chemiker Ferdinand Wurzer veröffentlichte 1805 sein Taschenbuch zur Bereisung des Siebengebirges und der benachbarten, zum Theil vulkanischen Gegenden.
Dem Bergbeamten und Mineraliensammler Ludwig Wilhelm Cramer, der 1805 eine Vollständige Beschreibung des Berg-, Hütten- und Hammerwesens veröffentlichte, waren von Orsberg Nachweise des Ahorns bekannt.
Der Nose-Schüler Johann Jacob Nöggerath, der später an der Universität Bonn als Professor tätig war, brachte 1808 dessen Mineralogische Studien über die Gebirge am Niederrhein heraus. Hierin werden Blätter- und Samenfunde vom Stößchen und vom Orsberg aufgeführt, aber noch rezenten Arten zugerechnet.
Die erste wissenschaftliche Arbeit erschien 1828 von dem Zoologen und Paläontologen Heinrich Georg Bronn in Heidelberg. Seine Schrift Ueber die fossilen Reste der Papierkohle von Geistinger Busch im Siebengebirge (= Rott) führt Fische, Froschlarven und Garnelen sowie auch Pflanzenreste auf.
1831 veröffentlichte Georg August Goldfuss, Zoologe und Paläontologe an der Universität Bonn, das Ergebnis seiner jahrelangen Forschungen über Wirbeltierfunde.
Der schweizerisch-amerikanische Naturforscher Louis Agassiz beschrieb 1832 Fischreste aus der Rotter Blätterkohle.
Ebenfalls 1832 berichtete der Altertumsforscher und Geologe Samuel Hibbert, der seinen Nachnamen im Jahr 1837 in Hibbert-Ware änderte, über Pflanzenfunde von Orsberg.

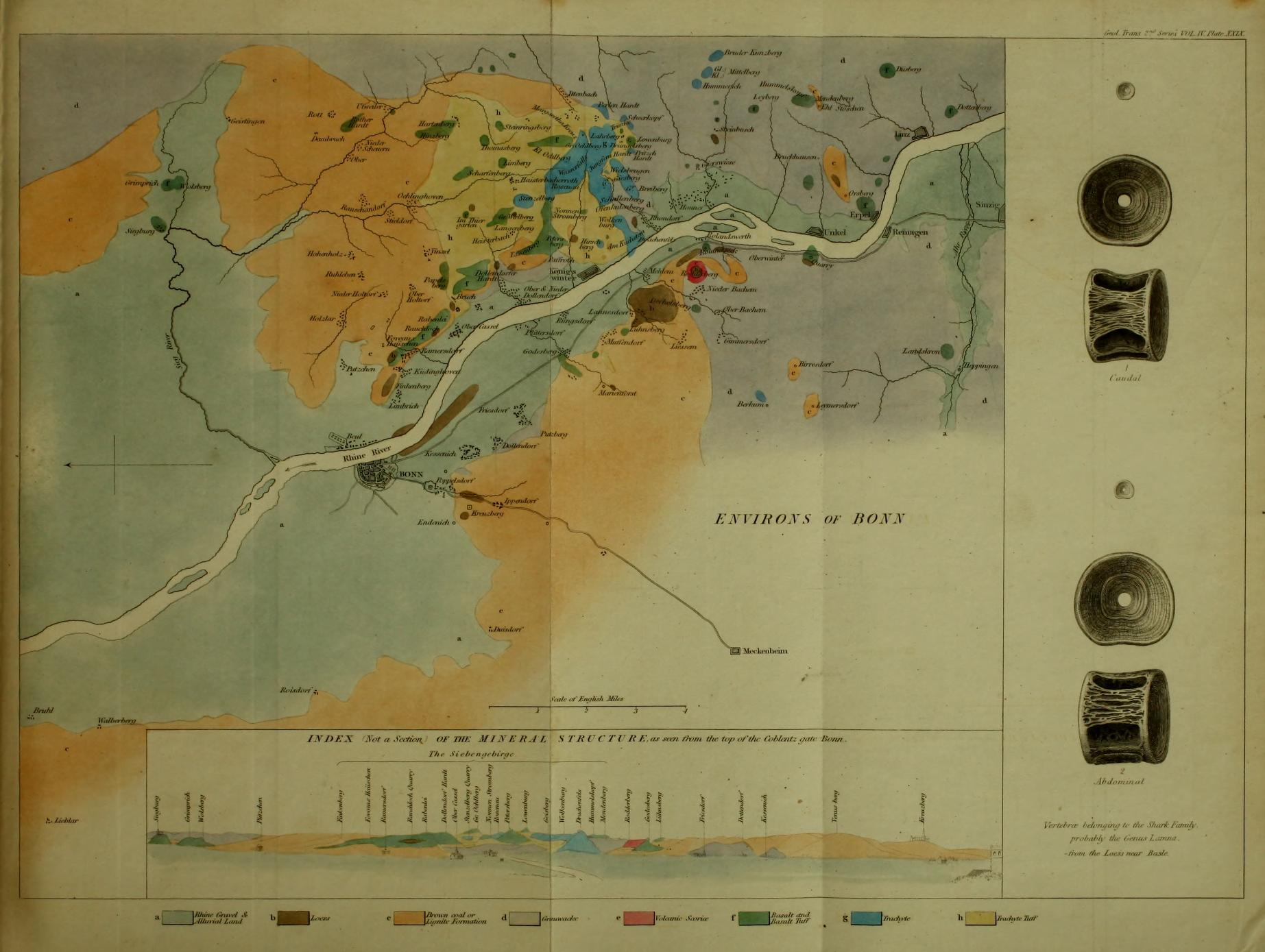
Erste geologische Karte des Siebengebirges von Leonard Horner (1836)

Von 1831 bis 1833 war der schottische Geologe Leonard Horner in Godesberg und erstellte mit Unterstützung von Bonner Universitätsdozenten eine „Geologie“ der Umgebung von Bonn, die er zunächst 1833 bei der Geologischen Gesellschaft in London vortrug und 1836 veröffentlichte. Horner fertigte dabei die erste geologische Karte des Siebengebirges an, die er im Maßstab von 1:50000 und in für Deutschland eher ungewöhnlicher Ostausrichtung erstellte.

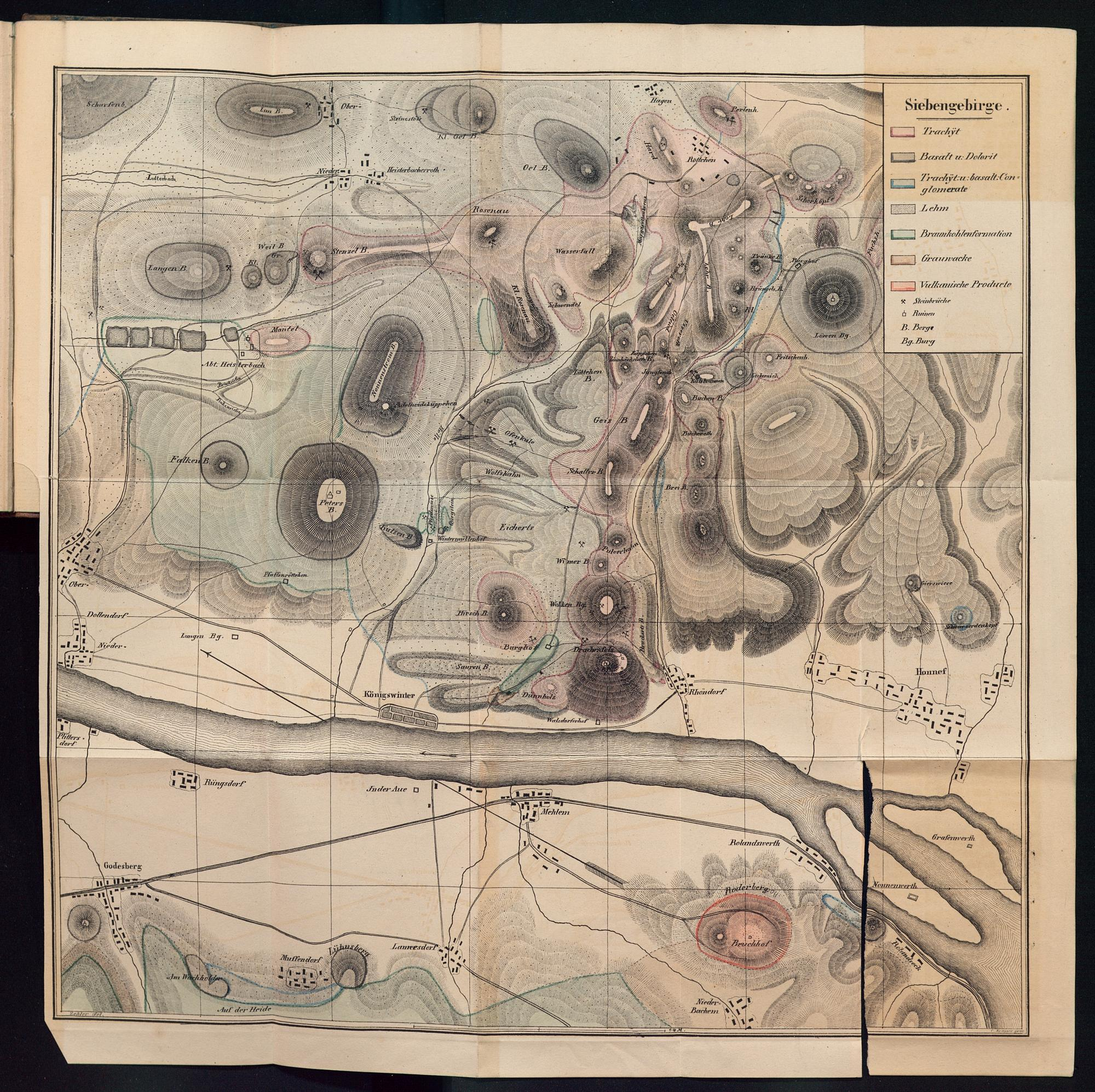
Geologische Karte des Siebengebirges von Johann Gottfried Zehler (1837)

Der von 1836 bis 1838 als Naturkundelehrer in Krefeld wirkende Goldfuss-Schüler Johann Gottfried Zehler machte 1837 in seinem Buch über das Siebengebirge nähere Angaben zu den in Rott aufgefundenen Fossilien. Des Weiteren erstellte er im Maßstab von etwa 1:25000 in Nordostausrichtung eine geologische Karte des Siebengebirges.
Der Entomologe und Mineraloge Ernst Friedrich Germar aus Halle bildete 1837 Teile der Käferfunde von Georg August Goldfuss auf Tafeln koloriert ab.
Der als Begründer der Mikropaläontologie geltende Naturwissenschaftler Christian Gottfried Ehrenberg berichtete ab 1839 über das Vorkommen von Diatomeen (Kieselalgen) in Begleitung von Blätterkohlen am Siebengebirge und bildete diese in seiner 1854/1856 erschienenen Mikrogeologie ab.
Der Nachfolger von Goldfuss auf dem Bonner Lehrstuhl, Franz Hermann Troschel, erforschte von 1851 bis 1862 verschiedene Wirbeltierreste.
Ein weiterer Forscher in Rott war der von 1841 bis 1864 als Leiter des Oberbergamtes in Bonn wirkende Geologe Heinrich von Dechen, der unter anderem den Fund einer Schildkröte aus der Grube Krautgarten dem Paläontologen Hermann von Meyer zur Bearbeitung übergab.
1851 bis 1861 beschäftigte sich der Chirurg, Pathologe und Paläobotaniker Karl Otto Weber als Mitglied des naturwissenschaftlichen Seminars der Universität Bonn intensiv mit der Blätterkohlenflora. Der mit Karl Otto Weber befreundete Geograph und Paläobotaniker Philipp Wessel begann im Sommer 1854 mit der Bearbeitung der Tertiärflora.
Der Zoologe und Paläontologe Christian Gottfried Giebel berücksichtigte 1856 in seinem Handbuch Fauna der Vorwelt die Insekten aus der Rheinischen Blätterkohle.
Der US-amerikanische Wissenschaftler Edward Drinker Cope veröffentlichte 1866 das Ergebnis seiner Untersuchungen über einen Frosch aus Rott.
1870 erschien die einzige Arbeit von Hermann von Meyer über ein Rotter Säugetier, die Beschreibung eines fast vollständigen Skelettes eines Pfeifhasen, den Charles Immanuel Forsyth Major 1899 neu bearbeitete.
Der Bergbauingenieur Adolf Gurlt erstellte 1872 eine Übersicht der Fauna und Flora des Tertiär-Beckens des Nieder-Rheines und behandelte dabei auch die Fauna und Flora von Rott.
Der russische Paläontologe Wladimir Onufrijewitsch Kowalewski bearbeitete unter dem Namen Woldemar Kowalevsky von 1873 bis 1874 die Gattung Anthracotherium und der Paläontologe und Herpetologe Oskar Böttger bearbeitete 1877 das kleine Anthracotherium.
Im Jahr 1878 wurden aus der Braunkohle von Rott von dem Zoologen Philipp Bertkau die bis dahin aufgefundenen Spinnen beschrieben.
Im Jahr 1883 leistete der Geologe Carl Wilhelm von Gümbel einen Beitrag zur Kenntnis der Texturverhältnisse der Mineralkohlen.
Der Paläontologe und Privatgelehrte Leo Paul Oppenheim beschrieb 1885 das bis dahin unbeschriebene und im Münchener Museum aufbewahrte Taxon Ocnerites macroceraticus Oppenheim, 1885, das heute zu den Köcherfliegen gestellt wird.
1886 und 1887 veröffentlichte der ab April 1891 als Konservator am Museum für Naturkunde und Vorgeschichte in Magdeburg wirkende Willy Wolterstorff seine Erkenntnisse über fossile Frösche, insbesondere das Genus Palaeobatrachus.
Neben dem Arzt und erstem Professor für Entomologie an der Harvard University Hermann August Hagen, dem Frankfurter Bürgermeister und Entomologen Carl von Heyden und dessen Sohn Lucas von Heyden, denen die Sammlung von Adam August Krantz zur Verfügung stand, Dietrich von Schlechtendal, der die Sammlungen von Hans Pohlig und Fritz Frech auswertete, sowie dem aus Belgien stammenden Entomologen Fernand Meunier, der die Sammlungen Krantz aus Bonn und Bauckhorn aus Siegburg untersuchte und nach 1918 in Bonn lebte, ist weiterhin der Kölner Lehrer Georg Statz als Sammler der Fauna und Flora und Erforscher der Rotter Insekten von herausgehobener Bedeutung.
1897 veröffentlichte der Geheime Bergrat Conrad Heusler seine Beschreibung des Bergreviers Brühl-Unkel und des niederrheinischen Braunkohlenbeckens und erstellte dabei für den Oberbergamtsbezirk Bonn im Maßstab 1:100000 eine Übersichts-Karte über die Braunkohlenablagerungen und sonstigen Minerallagerstätten in den Bergrevieren Brühl – Unkel & Deuz.
Der in Bonn wirkende Mineraloge Hugo Laspeyres veröffentlichte 1901 seine Schrift über das Siebengebirge am Rhein.
Der Geologe Gotthard Fliegel erstellte 1910 einen Beitrag über die Braunkohlenformation am Niederrhein.
Der Geologe und Paläontologe Otto Wilckens veröffentlichte 1926 eine umfangreiche Bibliographie zum Fossilbestand von Rott und 1927 seine Erkenntnisse zur Geologie der Umgebung von Bonn.
Franz Kirchheimer veröffentlichte 1937 seine Grundzüge einer Pflanzenkunde der deutschen Braunkohlen, in denen auch die Vorkommen von Rott und der weiteren Umgebung von Bonn behandelt werden.
Zwischen 1937 und 1948 verfasste der Paläobotaniker Hermann Weyland ein siebenbändiges Standardwerk über die Pflanzenfossilien von Rott.
Der Geowissenschaftler Martin Schwarzbach hielt auf der Klimatagung der Geologischen Vereinigung 1951 einen Vortrag zur Klimageschichte des Rheinlandes und besprach dabei das Tertiär von Rott und die Frage der jahreszeitlichen Entstehung der dortigen Blätterkohle.
Der Apotheker, Paläobotaniker und Palynologe Friedrich Thiergart veröffentlichte 1958 seine Erkenntnisse über die Sporomorphen-Flora von Rott.
Der Botaniker Karl Mägdefrau wertete Mitte des 20. Jahrhunderts alle ihm zur Verfügung stehenden paläobiologischen Daten aus und erstellte ein Lebensbild von Rott, das er in seinem in mehreren Auflagen erschienenen Standardwerk der Paläobiologie der Pflanzen veröffentlichte.
Der Geologe und Paläontologe Meinolf Hellmund erforschte im Rahmen seiner Diplomarbeit die Geologie von Rott und machte im Zeitraum von 1987 bis 1993 fossilgewordene Gelege von Kleinlibellen (Eilogen) bekannt.
Der Wirbeltier-Paläontologe Wighart von Koenigswald, der zur biostratigraphischen Gliederung der Tertiärablagerungen anhand fossiler Säugetiere sowie zur Palökologie der z. T. sehr unterschiedlichen Ablagerungs- und Lebensräume forscht, gab 1989 als Herausgeber eine erste populärwissenschaftliche Zusammenfassung zur Fossillagerstätte Rott heraus, von der bereits 1996 eine 2. erweiterte Auflage erschien.
Durch den in Rott erbrachten Nachweis des am Ende des Oligozäns ausgestorbenen kleinen Kohlenschweins Microbunodon Depéret, 1908, werden die Ablagerungen auf das Spät-Oligozän datiert. Im Winter 1988/1989 wurden vom Institut für Paläontologie der Universität Bonn 3 Forschungsbohrungen abgeteuft, deren Untersuchungsergebnisse durch Thomas Mörs 1995 vorgestellt wurden. Dabei konnte durch eine neuentdeckte Kleinsäugerfauna mit 19 erstmals aus Rott beschriebenen Arten die Einstufung der gesamten Rott-Formation in das späteste Oligozän begründet werden.
Im Jahr 2018 veröffentlichten Heinrich Winterscheid, Zlatko Kvaček, Jiří Váña und Michael S. Ignatov den ersten Teil einer Revision der Flora der Fossillagerstätte Rott.

## Funde
Bei den Funden kann festgestellt werden, dass kaum Verwesung und keine Verwühlung der Überreste stattfand. Die Fundqualität in Rott ist bei den Pflanzen aufgrund der Schichtung sehr gut und bei den Insekten zum Teil ausgesprochen exzellent. Hier lassen sich sogar Details wie Mundwerkzeuge, die Fangmaske, die Tracheenöffnungen sowie die Flügelscheiden und Cerci nachweisen. Bei großen tierischen Fossilien sind aufgrund der Schichtenbildung selten komplette Stücke erhalten, zumal es sich hier meist um Zufallsfunde während des Kohleabbaues handelte. Die oft 100 Jahre alten Fundstücke sind in der Folgezeit auch oft zerfallen (da sich die Blattkohle aufwölbt) oder (z. B. durch Kriegswirren) nur durch Zeichnungen oder in der Beschreibung erhalten geblieben. Neue Fundstücke für moderne Präparationsmethoden sind kaum vorhanden, da die alten Gruben unzugänglich sind und der Regen den Abraumhalden Schaden durch starke Auswaschung zugefügt hat. Lediglich kleine Stücke wie z. B. Zähne wurden in jüngerer Zeit bei Bohrungen gewonnen.

### Säugetiere
Das Nashorn Brachydiceratherium lemanense, das Kohlenschwein Microbunodon, das Moschustier Moschus meyeri, der Bärhund Amphicyon, zwei marderartige Raubtiere, ein Pfeifhase (ohne Hinterbeine, aber eines der schönsten Fundstücke), drei Hamsterartige: Eucricetodon cf. collatus, Pseudocricetodon cf. thaleri und Adelomyarion vireti, der Biber Stenofiber cf. eseri, das Flughörnchen Blackia cf. miocaenica, drei Siebenschläferverwandte: Bransatoglis cf. fugax, Glirudinus glirulus und Peridyromys cf. murinus, vier Arten der ausgestorbenen Nagetierfamilie Eomyidae, Vertreter aus drei Maulwurfsgattungen: Desmanella, Paratalpa und eine weitere, bisher nicht beschriebene, ein Wassermaulwurf (Dimylidae gen. et sp. indet.), zwei Spitzmausarten, eine Art der Glattnasenfledermäuse und die Beutelratte Amphiperatherium exilie.

### Vögel
Von Vögeln wurden vereinzelt Federn gefunden.

### Schwanzlurche und Reptilien
Zwei Riesensalamander (40 und 60 cm), ein Schwanzlurch (11 cm), eine Wasserschildkröte und eine Sumpfschildkröte, eine Gürtelechse, drei Schleichen, die Zwergboa Rottophis und das Krokodil Diplocynodon, ein beschriebenes Skelett mit gebrochenem, aber abgeheilten Oberschenkel.

### Frösche
Drei Arten Wasserfrösche, zwei Arten Krötenfrösche und zwei Arten Echte Frösche, eventuell auch Scheibenzüngler. Teilweise sind von den Fröschen, wie bei anderen Tieren auch, die Körperumrisse erkennbar durch die mineralischen Ablagerungen von Fäulnisbakterien.

### Fische
Hauptsächlich kleine Karpfenartige Palaeorutilus papyraceus, zwei Sexualmorphismusen von Tarsichthys macrurus (30 cm), zu 10 % Hechtartige Esox papyraceus Troschel 1854 (40 cm) und Stintartige Osmerus solitarius (6,5 cm). Letztere Gattung gehört heute zu den Wanderfischen und spricht für eine Verbindung des Rotter Sees zu dem damals in der Kölner Bucht stehenden Meeres.

### Insekten
Es wurden etwa 630 Insektenarten gefunden, dazu Eilogen (Gelege) von Libellen auf Blätterabdrücken. Zu den Insekten gehören Libellen (meist Larven), Steinfliegen, Schaben, Termiten, Heuschrecken, Wanzen, Zikaden, Blattläuse, Netzflügler, Käfer, Hautflügler, Köcherfliegen, Schmetterlinge, Schnabelfliegen, Zweiflügler u. a.

### Pflanzen
Fünf Laubmoose, vereinzelt Farn und Schachtelhalm, Nacktsamer wie Zypressen- und Kieferngewächse und auch eine Wasserfichte, Blütenpflanzen wie die Fächerpalme Sabal?, Stechwindengewächse, Binsengewächse, Sauergräser, eventuell auch Süßgräser und Ingwerartige, des Weiteren Magnoliengewächse, Seerosengewächse, Ulmengewächse, Walnussgewächse, Gagelstrauchgewächse, Sapotengewächse, als Schmetterlingsblütler vermutlich die Cassia, Tupelobaum, Ahorngewächse, Bittereschengewächse, Buchengewächse, Lindengewächse, Birkengewächse, Weidengewächse und Heidekrautgewächse.

## Sammlungen und Ausstellungen

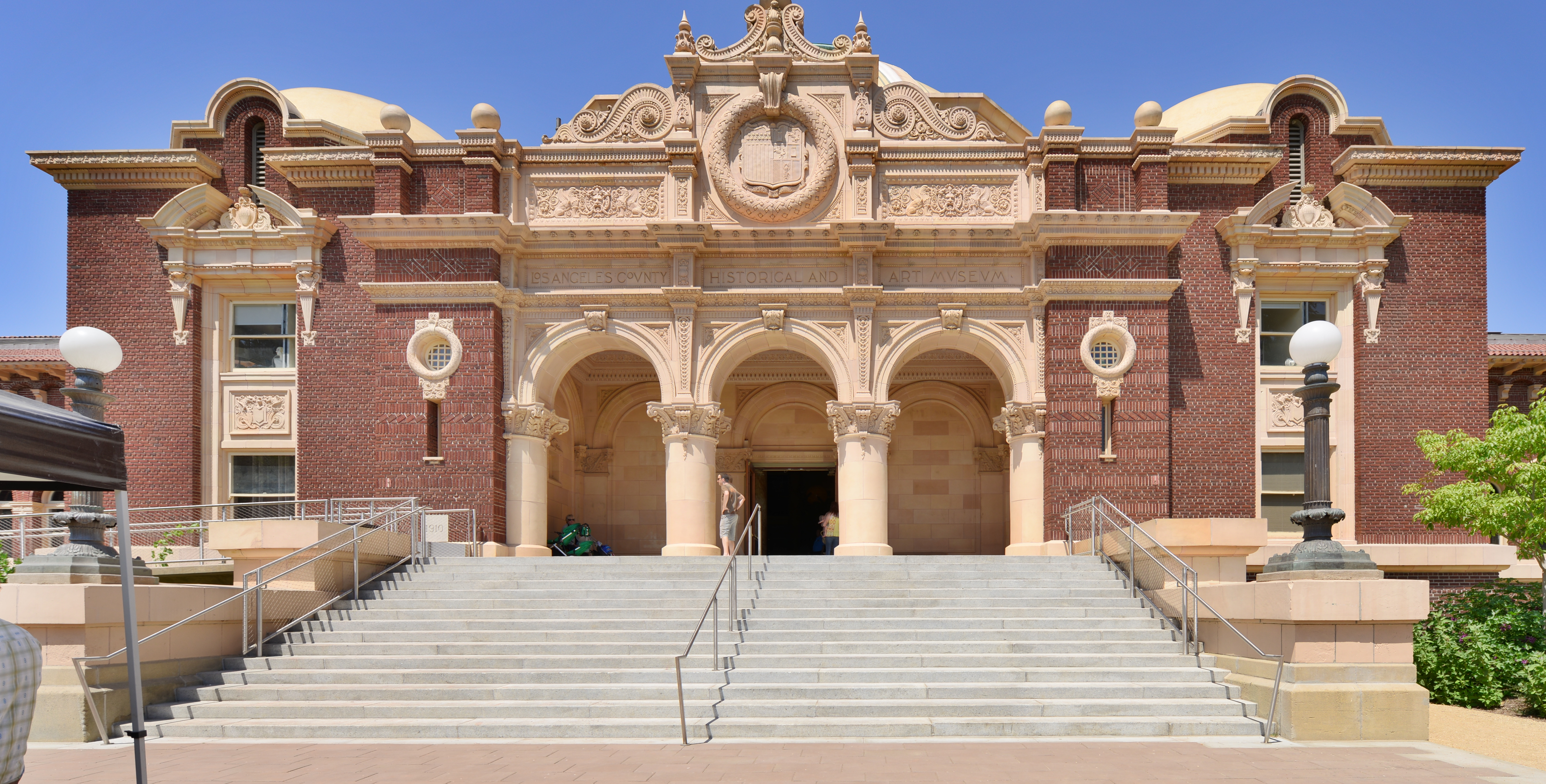
Natural History Museum of Los Angeles County – Sammlung Statz (Insekten)

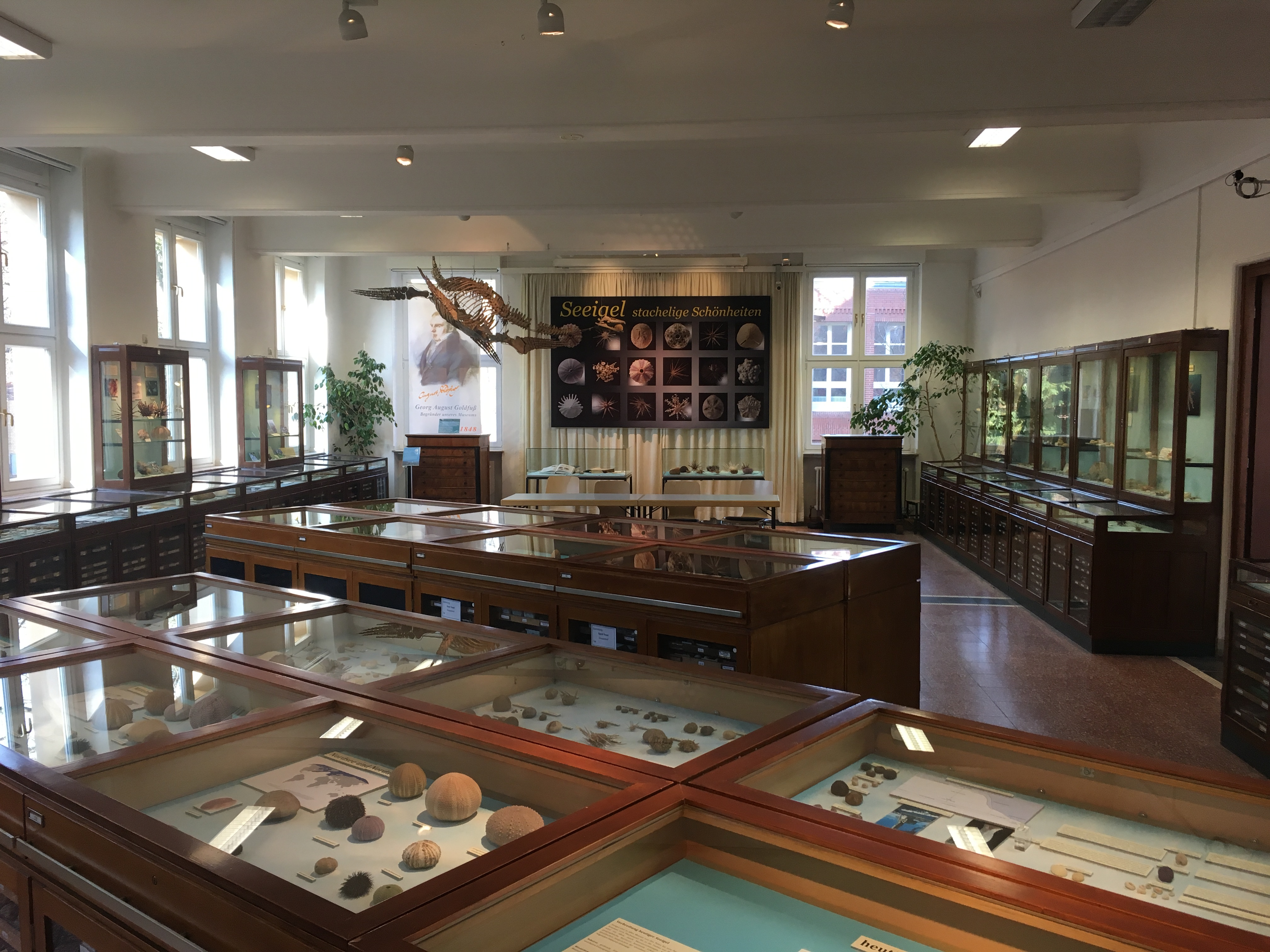
Bonn Goldfuß-Museum – Sammlungen Kastenholz, Krantz, Statz (Pflanzen) und Weyland

Ausstellungen der Fundstücke sind in Kalifornien im Natural History Museum of Los Angeles County zu sehen, das 1954 6500 Fundstücke der Statz-Sammlung erwarb, im Goldfuß-Museum des Institutes für Geowissenschaften der Universität Bonn, das im Jahr 2004 den botanischen Teil der Sammlung Statz vom Natural History Museum of Los Angeles County überlassen bekam und im Stadtmuseum Siegburg der Stadt Siegburg. Weitere Stücke befinden sich im Natural History Museum, London, im Senckenberg-Museum der Stadt Frankfurt am Main, im Staatlichen Museum für Naturkunde in Stuttgart und in der Originale-Sammlung der Bundesanstalt für Geowissenschaften und Rohstoffe in Berlin.
Privatsammlungen und deren Verbleib:

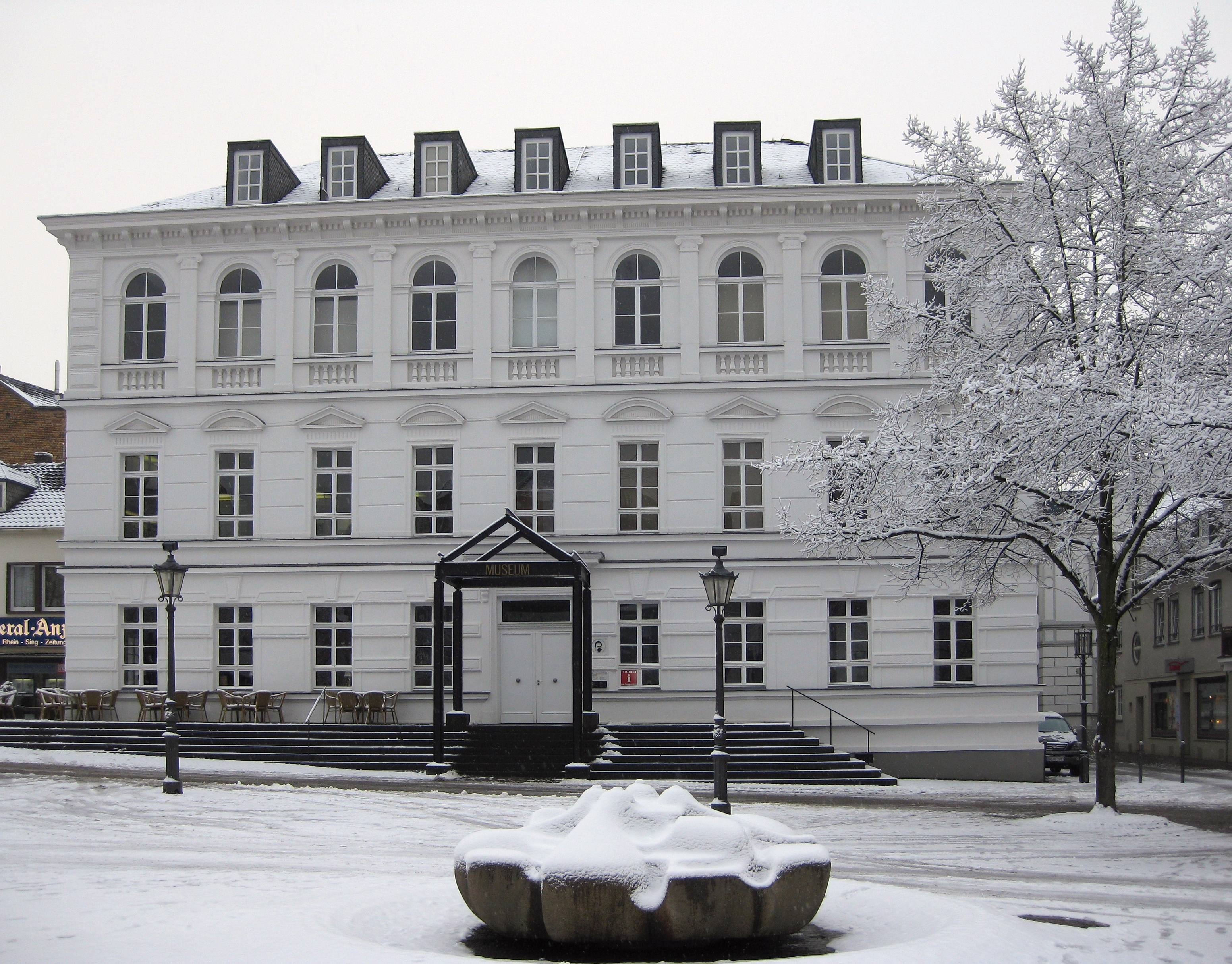
Stadtmuseum Siegburg – Sammlung Bauckhorn

- Heinrich Bauckhorn, Königlich Preußischer Betriebsmeister bei der Königlich Preußischen  Geschoßfabrik in Siegburg
  - Die Sammlung Bauckhorn mit regionalen Mineralien und Rotter Fossilien wurde 1925 vom Geschichts- und Altertumsverein für Siegburg und den Siegkreis erworben.

- Anton Kastenholz (1891–1953)
  - Nach dem Tod von Anton Kastenholz im Jahr 1953 verkauften seine Erben die Sammlung an die Bonner Firma Krantz, die im Jahr 2005 die Sammlung von 900 Exponaten zu günstigen Konditionen dem Goldfuß-Museum überließ.

- Adam August Krantz (1808–1872)
  - Sein Schwiegersohn Theodor Hoffmann verkaufte die Privatsammlung von Adam August Krantz von 14.000 Exemplaren an das Mineralogische Museum der Universität Bonn.

- Hans Pohlig (1855–1937)
  - Die Rott-Sammlung von Hans Pohlig wurde vom Geologisch-Mineralogischen Institut in Halle (Saale) erworben und 1887 von Dietrich von Schlechtendal beschrieben.

- Georg Statz (1894–1945)
  - Seine Sammlung mit 3500 Insekten und 2300 Pflanzen kam nach dem Krieg zunächst nach Nordafrika und wurde nach langen Verhandlungen mit den französischen Zollbehörden von der Familie im Jahr 1955 in die USA an das Natural History Museum of Los Angeles County nach Los Angeles verkauft. Im Jahr 2003 überließ das Natural History Museum of Los Angeles County die Botanik-Sammlung von Georg Statz unentgeltlich dem Goldfuß-Museum, Steinmann-Institut für Geologie, Mineralogie und Paläontologie, Rheinische Friedrich-Wilhelms Universität, Bonn. Weitere Originale der von Georg Statz beschriebenen Fossilien befinden sich neben der Statz Collection als Bestandteil der Invertebrate Paleontology (= LACMIP locality 2533) am Natural History Museum of Los Angeles County auch in Deutschland in der Originale-Sammlung der Bundesanstalt für Geowissenschaften und Rohstoffe in Berlin.

- Heinz Tammler (1932–2017)
  - Die Rott-Sammlung von Heinz Tammler aus Hennef-Lichtenberg befindet sich im Besitz der Familie. Einzelne Stücke lagern im Stadtmuseum Siegburg bzw. sind dort ausgestellt. Wighart von Koenigswald bildete 1994 (Abb. 16.3) und Volker Moosbrugger 1996 (Abb. 4.3) den Blattrest einer Fächerpalme aus seiner Sammlung ab.

- Heinz Winterscheid
  - Die Rott-Sammlung von Heinz Winterscheid aus Köln umfasst nach Bechly (2015, S. 444) unter anderem auch 2 Funde von Zygopteren-Eilogen. Volker Moosbrugger bildete 1996 (Abb. 4.5, 4.8 und 4.14) Pflanzen aus seiner Sammlung ab.